# Haifa Chemicals
Haifa Chemicals Ltd. est une société privée internationale fabricant principalement des fertilisants pour l’agriculture et des produits chimiques pour l’industrie agroalimentaire. Elle possède trois usines et onze filiales, et produit essentiellement du nitrate de potassium et des phosphates à partir de potassium, produit essentiellement par Dead Sea Works, de phosphates historiquement produits au Néguev et à présent importés de la péninsule de Kola, en Russie septentrionale, et d'ammoniac importé en Israël. Son chiffre d'affaires en 2010 était de l'ordre de 700 millions de dollars US.

## Description
Haifa Chemicals a été fondée en 1967 à Haïfa, en Israël, où se trouve son siège social. Il s'agissait alors d'une société publique dont la mission était de développer les ressources naturelles de potasse dans les régions de la mer Morte et du Néguev. La valeur industrielle de la potasse pour un usage agricole venait tout juste d’être découverte. Cette entreprise a introduit des solutions innovantes telles que les sprays foliaires et la fumure latérale qui ont influencé les technologies agricoles.
La plus ancienne usine du groupe est implantée dans la baie de Haïfa, sur le Kishon. Sa construction a été achevée en février 1969 et la mise en service est intervenue en novembre de la même année. Il s'agissait à l'époque de la plus grande usine du genre, qui mettait en œuvre un procédé original à l'échelle industrielle. Le projet était risqué, et de nombreuses difficultés sont intervenues lors du démarrage de l'activité. L'usine est devenue rentable en 1973 et le doublement de sa capacité a été décidé l'année suivante. Une deuxième usine, Haifa Chemicals Sud, a été achevée en 1994. Implantée dans le Néguev, dans la zone industrielle d'Arad et Dimona, sa construction, très coûteuse, a été financée en partie par des fonds publics. Une troisième usine est implantée à Lunel, en France.
Le groupe possédait également une filiale spécialisée dans l'irrigation agricole appelée Elgo Irrigation Ltd, implantée à Netanya, qui a été cédée en 2009.
Haifa Chemicals a historiquement joué un rôle de premier plan dans la production de nitrate de potassium et le développement de nutriments spéciaux pour les plantes à destination de l’agriculture de pointe pour divers climats, conditions météorologiques et types de sols. Le groupe produit également des engrais à diffusion lente pour l’agriculture, l’horticulture, les plantes ornementales et le gazon. Il s'est positionné sur un marché jugé essentiel pour soutenir la production agricole mondiale face à la croissance de la demande et sur des cultures de grande valeur telles que le tabac, les fruits et les légumes. Il produit des engrais qui peuvent être utilisés comme solution fertilisante appliquée par micro-irrigation. Cette dernière est la principale source de demande aujourd'hui, maintenant que de plus en plus de pays se tournent vers des systèmes d’irrigation contrôlée qui utilisent plus efficacement l’eau.
Depuis 1989, Haifa appartient à Trance Resource Inc. (TRI), une holding américaine contrôlée par le groupe Trump, lequel n'a pas de liens au president des etats unis, Donald Trump.